# 자간
| Docent sights juggernaut Headline set tight with minus letter-spacing                     |
| Docent sights juggernaut Headline set with no additional letter-spacing                   |
| Docent sights juggernaut Headline with more open letter-spacing                           |
| Docent sights juggernaut Headline with open letter-spacing similar to metal type          |
| Docent sights juggernaut Headline with still more letter-spacing                          |
| Docent sights juggernaut Headline with wide letter-spacing                                |
| Docent sights juggernaut Headline with wider letter-spacing, sometimes used for broadcast |

자간(字間)은 글자와 글자 사이의 간격을 뜻한다. 
커닝과의 차이점은 자간은 글자의 모양과 상관없이 고정된 값을 가진다는 것이다.
커닝도 글자 사이의 간격을 조정하는 것을 말하지만 커닝의 경우에는 글자의 모양에 따라 글자 사이의 간격이 다르게 변화한다.
예를 들어 건물을이라는 단어에서 '건'과 '물' 사이는 비어보이고 '물'과 을 사이는 붙어보인다. 이럴 때 커닝을 적용하면 '건'과 '물' 사이의 간격은 줄어들고 '물'과 '을'사이의 간격은 벌어져 전체적으로 글자 사이가 고르게 보인다. 
또한 장평과도 구별되는데, 자간은 문자의 크기와 비율은 변화하지 않고 간격만 변화하지만 장평은 글자의 가로 세로 비율이 변화해서 글자의 모양이 달라진다.
자간 조정은 글자 배열을 시각적 차원에서 보기 좋게 하거나 긴 영어 단어 때문에 띄어쓰기 사이가 과도하게 벌어지는 곳을 자간을 조정해서 보기 좋게 정렬하거나 문단 끝에 외톨이 줄이 생기지 않도록 조정할 목적으로 사용된다. 
많은 워드 프로세서에서 자간 조정 기능을 제공하고 있으며, 단축키를 써서 빠르게 자간을 늘리거나 줄일 수 있다. 

## 같이 보기
- 커닝